# Rezerwat przyrody Ostrężnik
Rezerwat przyrody Ostrężnik – leśny rezerwat przyrody, położony na Wyżynie Częstochowskiej, nieopodal osady Ostrężnik. Administracyjnie należy do wsi Siedlec w województwie śląskim, w powiecie częstochowskim, w gminie Janów.
Rezerwat został utworzony w roku 1960 i ma powierzchnię 4,1 ha. Leży w granicach obszaru Natura 2000 „Ostoja Złotopotocka" oraz Parku Krajobrazowego Orlich Gniazd.
Rezerwat stanowi wzgórze wapienne z ruinami warowni z XIV wieku. Na terenie rezerwatu znajduje się kilka wapiennych skał. Największa z nich to skała Ostrężnik z Jaskinią Ostrężnicką i ruinami zamku. Są także inne jaskinie i schroniska: Jaskinia Wierna, Wiercica (nieudostępnione do zwiedzania) i okresowe źródło. Chroniony jest las bukowo-grabowy.
Tutejsze jaskinie były wykorzystywane przez partyzantów w czasie II wojny światowej.
Rezerwat ma na celu zachowanie fragmentu naturalnego lasu bukowego przy XIV-wiecznych ruinach po zamku Ostrężnik.
Znajdują się także okresowe wywierzyska, czyli źródła krasowe zwane Źródłami Zdarzeń.
Przypuszcza się, że tutejszy zamek wzniesiony został z inicjatywy Władysława Opolczyka, jako jedno z ogniw zaplanowanego systemu obronnego ówczesnej granicy polskiej. Budowla ta może mieć jednak inną genezę.
Zarys murów obiektu zachował się w stanie bardzo słabym. Również słabo czytelny jest obecnie układ zamku, który dzielił się na górny, dolny oraz podzamcze. Od strony południowej dostrzec można resztki baszty, która być może pełniła rolę bramy wjazdowej. Nie wiadomo, kiedy zamek został opuszczony. W wiekach XVIII i XIX coraz bardziej popadający w ruinę obiekt został rozebrany. Znajdująca się w pobliżu Jaskinia Ostrężnicka stanowiła dla zamku naturalny system piwnic i lochów. Do lochów prowadziły drzwi, które dziś oglądać można w kościele w Złotym Potoku.
Przez Ostrężnik przebiega kilka tras turystycznych, m.in. czerwony Szlak Orlich Gniazd oraz niebieski Szlak Warowni Jurajskich. Znajduje się tu ścieżka przyrodniczo-dydaktyczna „Tropem tajemnic” o długości 1,5 km.